# Baisogala

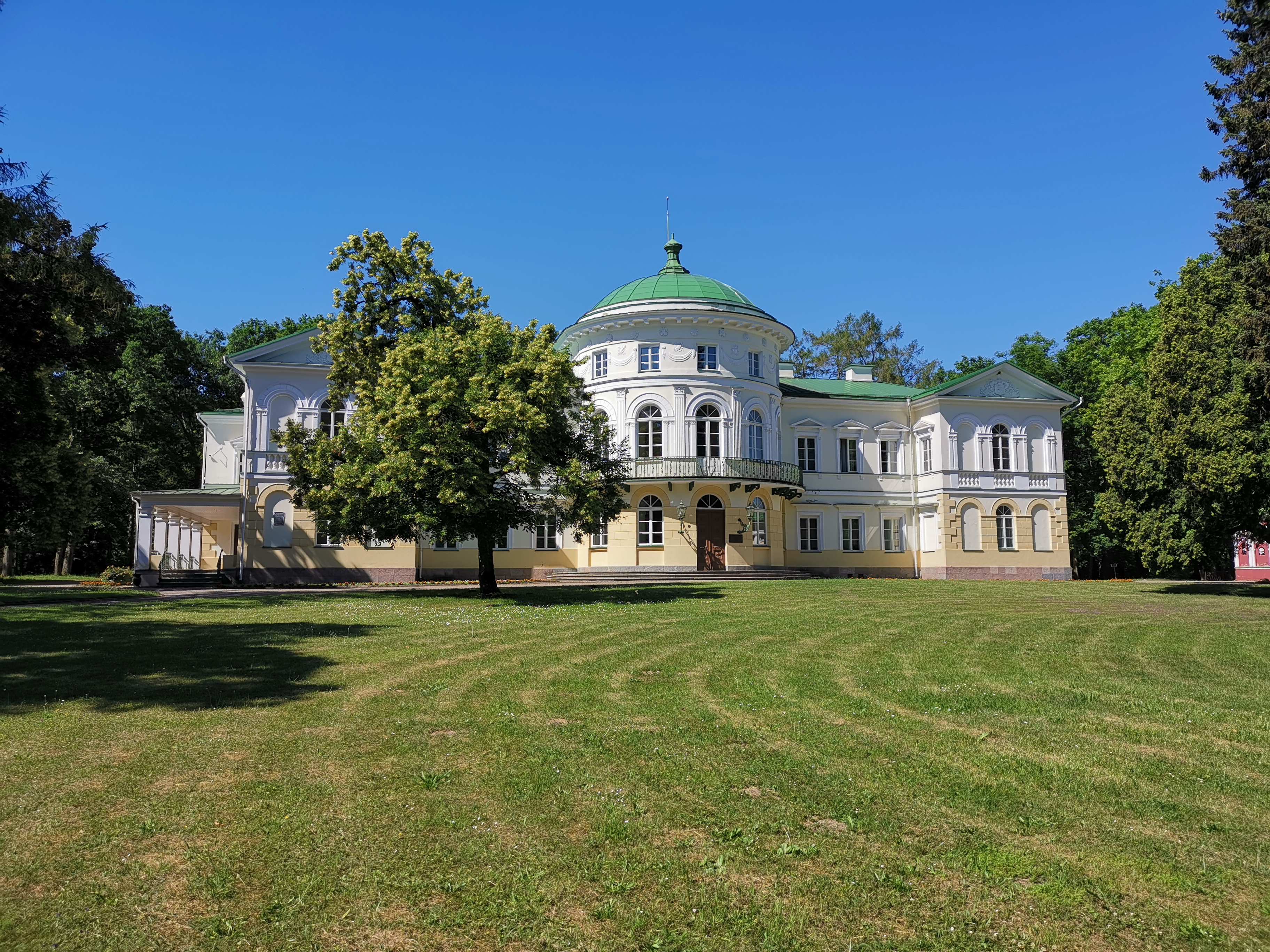
Herrenhaus Baisogala

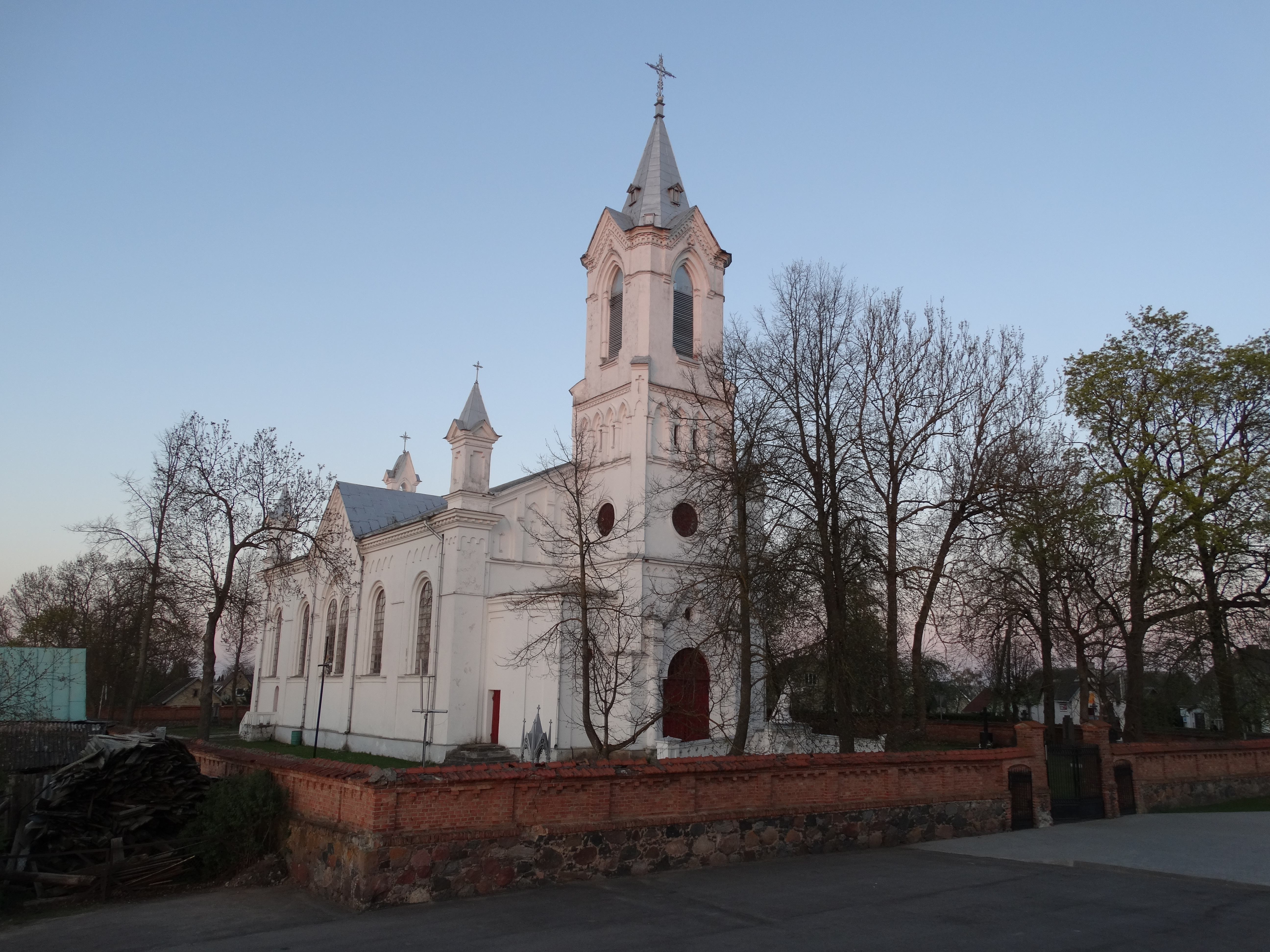
Katholische Dreifaltigkeitskirche Baisogala

Baisogala ist ein „Städtchen“ (litauisch miestelis) mit 2034 Einwohnern (2001) in der Rajongemeinde Radviliškis, Bezirk Šiauliai in Litauen. Es liegt 14 km südlich von Šeduva, am Kiršinas.  Es ist das Zentrum von Amtsbezirk Baisogala. Die katholische Dreifaltigkeitskirche Baisogala wurde 1882 erbaut. Es gibt den Gutshof Baisogala, die Mittelschule Baisogala, eine Bibliothek, einen Kindergarten, ein Postamt (LT-82025), ein Institut der  Veterinärakademie der Universität für Gesundheitswissenschaften Litauens.